# Wchutiein
Wchutiein (ros. ВХУТЕИН, skrót od nazwy Высший художественно-технический институт – Wyższy Instytut Artystyczno-Techniczny) – nazwa dwóch uczelni artystycznych działających w Leningradzie w latach 1922–1930 i w Moskwie w latach 1926–1930, kształcących artystów-plastyków w kierunku wzornictwa i projektowania przemysłowego.
Uczelnia moskiewska powstała w roku 1926 wskutek reorganizacji i zmiany nazwy Wchutiemasu – założonej w roku 1920 uczelni artystycznej.
W nazwie uczelni zastąpiono wyraz „Mastierskije” (pracownie) wyrazem „Institut”.
W roku 1930 uczelnie zostały zlikwidowane ze względu na sprzyjanie awangardowym kierunkom w sztuce.
Na miejsce zlikwidowanego instytutu moskiewskiego powstały dwie uczelnie: Moskiewski Instytut Architektury i Moskiewski Państwowy Akademicki Instytut Artystyczny (który później otrzymał imię W. Surikowa).
W miejsce leningradzkiego instytutu zorganizowano Instytut Proletariackich Sztuk Plastycznych, przekształcony w roku 1932 w Instytut Malarstwa, Rzeźby i Architektury.